# Уайз (окръг, Тексас)
Окръг Уайз (на английски: Wise County) е окръг в щата Тексас, Съединени американски щати. Площта му е 2391 km², а населението - 48 793 души (2000). Административен център е град Дикейтър.